# Cnemaspis otai
Espèce
Statut de conservation UICN

 VU D2 : Vulnérable
Cnemaspis otai est une espèce de geckos de la famille des Gekkonidae.

## Répartition
Cette espèce est endémique du Tamil Nadu en Inde.

## Étymologie
Cette espèce est nommée en l'honneur d'Hidetoshi Ota.

## Publication originale
- Das & Bauer, 2000 : Two new species of Cnemaspis (Sauria : Gekonidae) from Tamil Nadu, southern India. Russian Journal of Herpetology, vol. 7, n. 1, p. 17-28 (texte intégral).